# Красносельське (Челябінська область)
Красносельське (рос. Красносельское) — село у Увельському районі Челябінської області Російської Федерації.
Входить до складу муніципального утворення Красносельське сільське поселення. Населення становить 1587 осіб (2010).

## Історія
Від 1924 року належить до Увельського району Челябінської області.
Згідно із законом від 17 вересня 2004 року органом місцевого самоврядування є Красносельське сільське поселення.

## Населення
| 2002 | 2010  |
| ---- | ----- |
| 1565 | ↗1587 |